# Сюй Шоухуэй

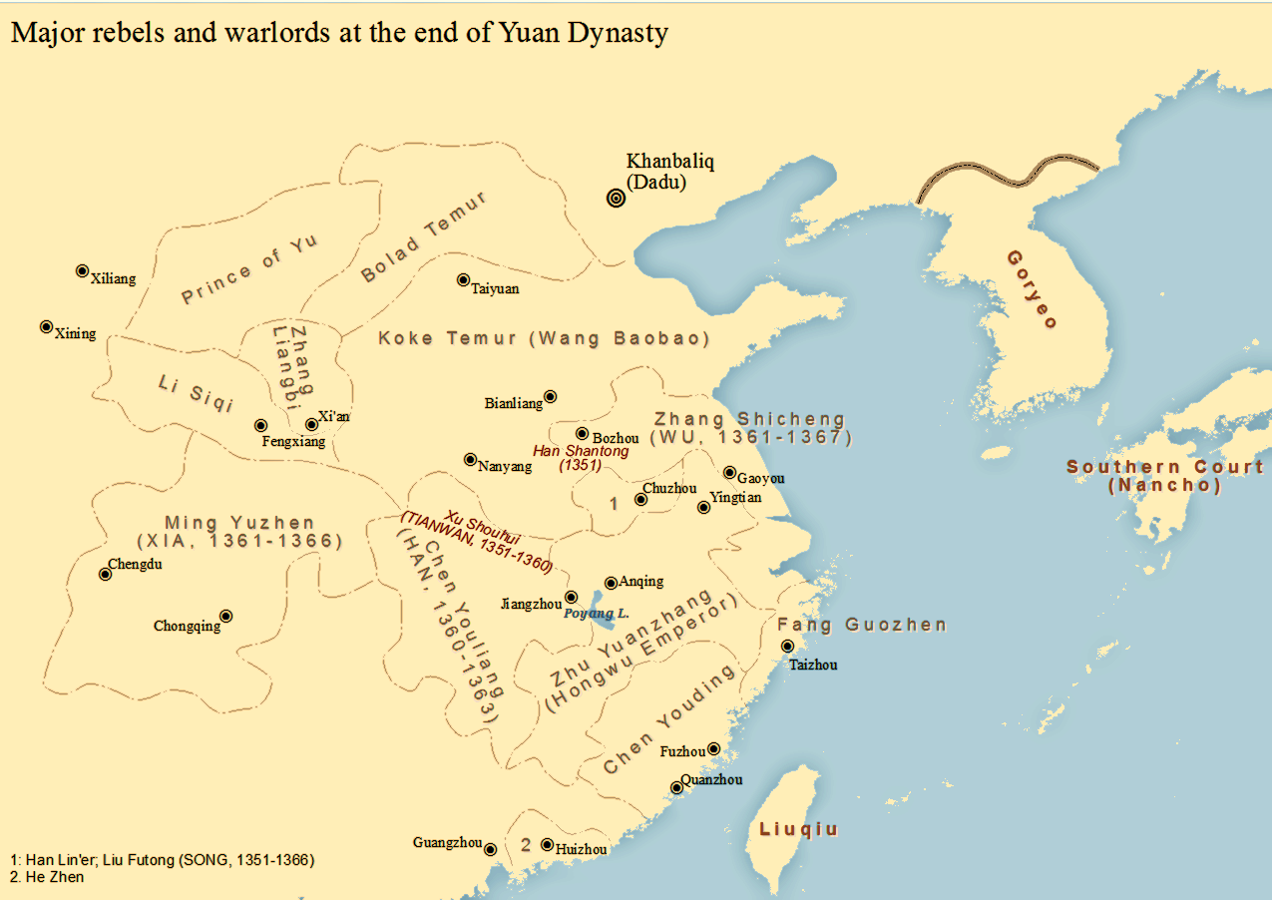
Повстанческие военачальники в конце династии Юань, включая местонахождение сил Сюй Шоухуэй.

Сюй Шоухуэй (徐寿辉; 1320—1360) — лидер китайских повстанцев 14-го века, провозгласившим себя императором Тяньванем (天完) династия в период поздней династии Юань в Китае. Он был также известен как Сюй Чжэньи (徐真一 или 徐真逸).

## Биография
Сюй родился в Лотяне (羅田, ныне Хубэй). По профессии он был продавцом тканей.
В августе 1351 года он работал с другими лидерами (蘄州), чтобы создать повстанческую армию Красных повязок под предлогом буддийского Общества Белого Лотоса. В последующие месяцы Восстания красных повязок они захватили Цишуй (蘄水) и сделали его командным центром Красных повязок и столицей недавно провозглашенной Империи Тяньвань (天完), первоначально называвшейся Сун (宋).
Число его сторонников быстро увеличивалось, поскольку он утверждал, что он Будда Майтрея (彌勒 佛 下 生), который стремился «уничтожить богатых на благо бедных» (摧 富 益 貧). В 1352 году он вторгся в большую часть Хэбэя и двинулся дальше, чтобы захватить провинции Цзянси, Аньхой, Фуцзянь, Чжэцзян, Цзянсу и Хунань.
Потерпев временное поражение от армии династии Юань, он бежал на гору Хуанмэй (黃梅山), но вернулся в 1355 году, чтобы снова вторгнуться и перенести столицу в район Ханьян.
Пять лет спустя, в 1360 году, Сюй Шоухуэй был убит своим бывшим союзником Чэнь Юляном, что привело к краху Тяньваньской империи.